# 雅羅德·波特
雅羅德·波特（英語：Jarrod Poort；1994年10月31日—）是一位澳大利亞游泳運動員。他代表澳大利亞參加了2012年奧運會，參加了1500米自由泳的比賽。他也代表澳大利亞參加了2016年奧運會。